# Künstlerkolonie Solingen „Schwarzes Haus“

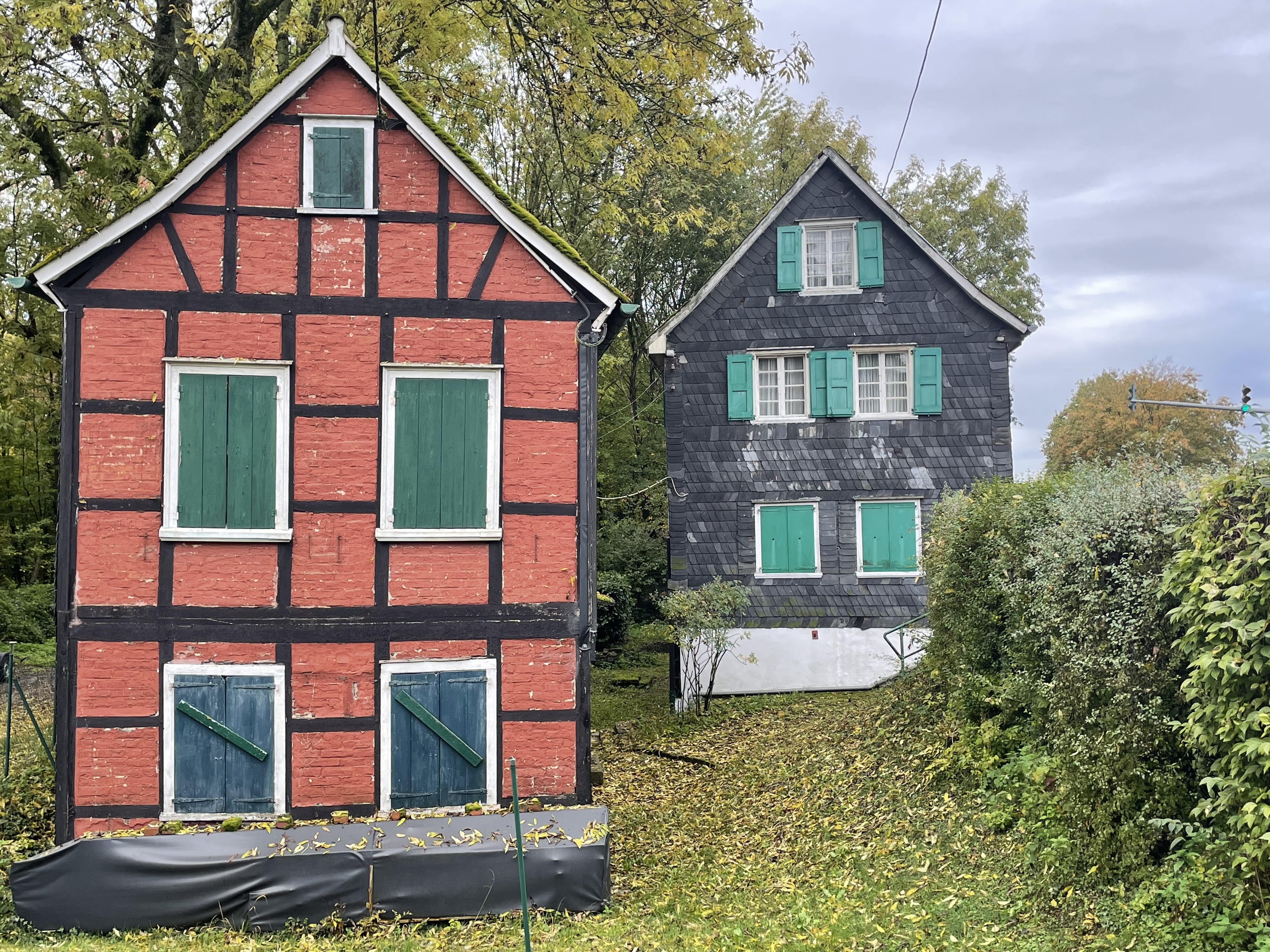
Das Rote und das Schwarze Haus – Fixpunkt der Künstlerkolonie Solingen

Schild am Schwarzen Haus

Die Künstlerkolonie Solingen „Schwarzes Haus“ bezeichnet eine Gruppe von Malern, die aus Erwin Bowien, Bettina Heinen-Ayech und Amud Uwe Millies bestand und sich nach dem Zweiten Weltkrieg in Solingen gebildet hatte.

## Der Ort

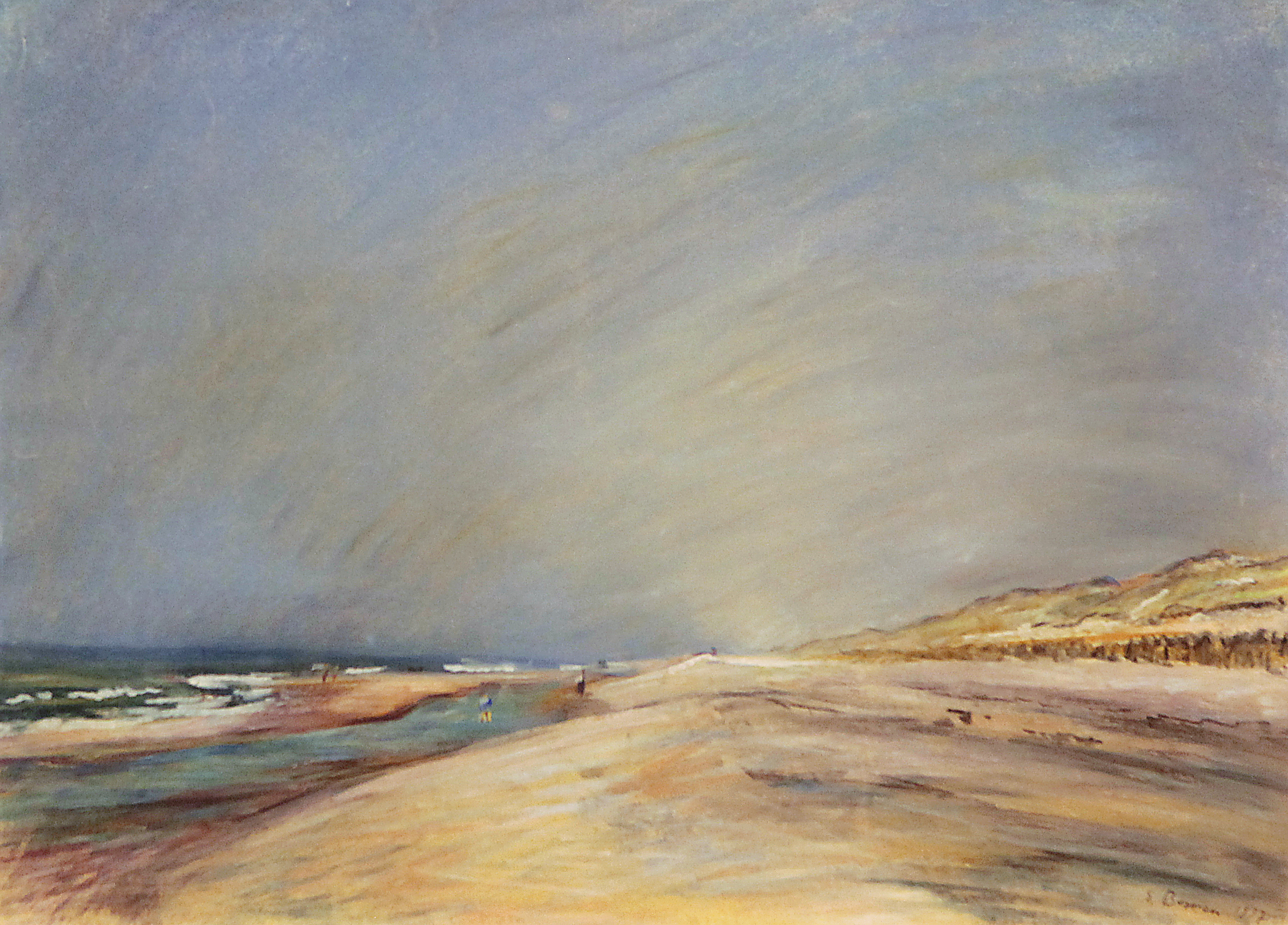
Egmond an Zee, von Erwin Bowien (1937)

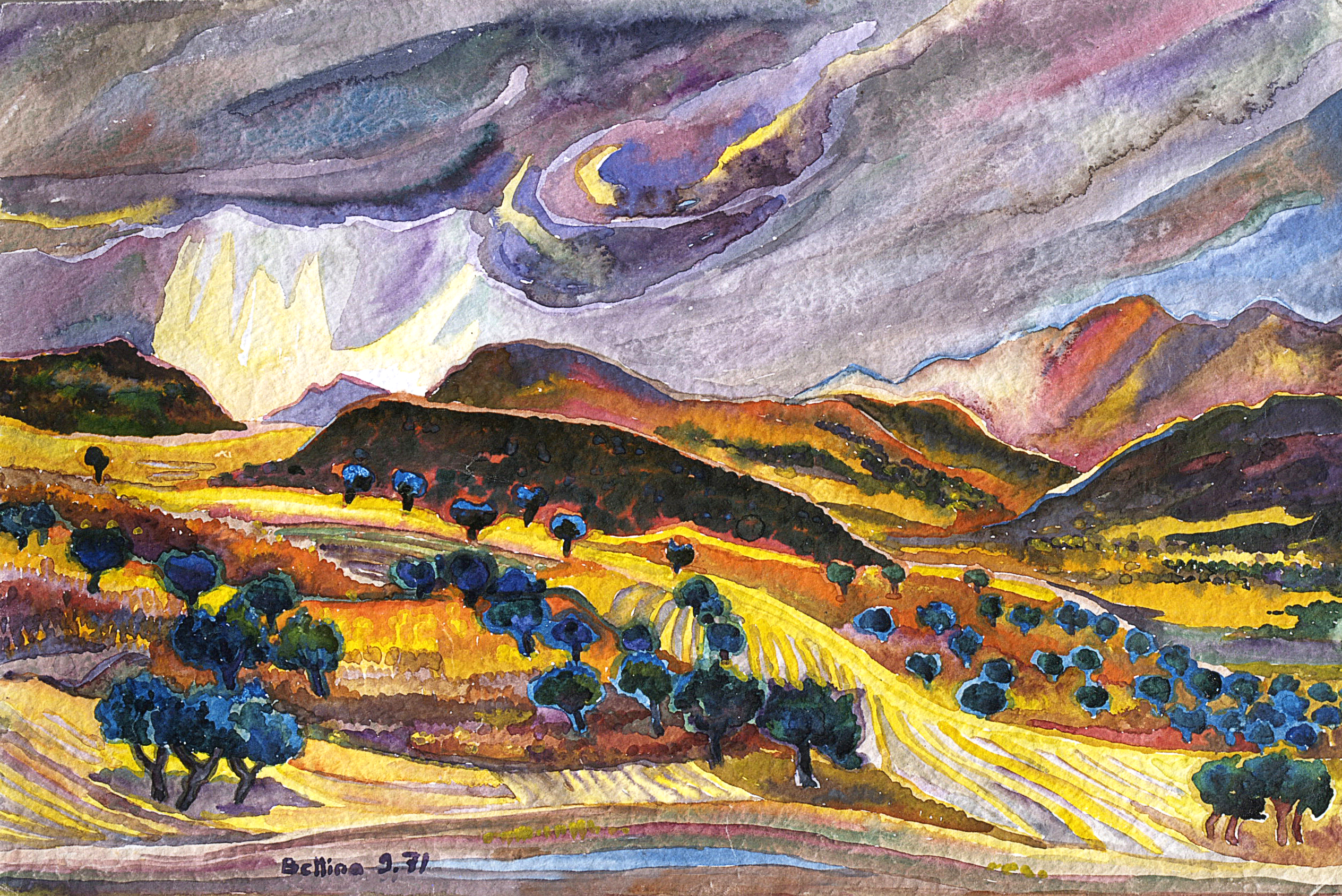
Sommergewitter in Algerien, von Bettina Heinen-Ayech (1971)

Ausgangspunkt für die Künstlerkolonie war der literarisch-kulturelle Salon der Solingerin Erna Heinen-Steinhoff (1898–1969) und ihres Ehemannes, des Dichters und Journalisten Hanns Heinen (1895–1961), in dem etwa die Nobelpreisträgerin Sigrid Undset und der Philosoph Rabindranath Tagore verkehrten. Ende der 1920er-Jahre stieß der Maler Erwin Bowien hinzu. 1932 erwarben die Eheleute Heinen im Solinger Stadtteil Höhscheid zwei Fachwerkhäuser von historischer Bedeutung. Die beiden Gebäude – „Rotes“ und „Schwarzes Haus“ genannt – entwickelten sich in den folgenden nahezu 90 Jahren zu einem Treffpunkt für Künstler, Literaten und Intellektuelle und fungierten als Atelierhäuser.

## Die Personen
Bowien, Heinen-Ayech und Millies bildeten das „Maler-Dreigestirn“ von Solingen. Entgegen dem „Zeitgeist“, der die Abstraktion bevorzugte, malten die drei Künstler vorrangig Porträts, Landschaften, Stadtansichten und Szenerien aus dem Alltag.
Darüber hinaus prägte Erwin Bowien die Künstlerkolonie weltanschaulich: Er verstand sich schon früh als Europäer, suchte den Dialog mit anderen Kulturen, sprach mehrere Sprachen und setzte sich aktiv für Völkerfreundschaft ein. Bettina Heinen-Ayech wiederum war mit einem Algerier verheiratet, verbrachte viele Jahre ihres Lebens im Heimatland ihres Mannes und schuf Gemälde von der dortigen Landschaft. Uwe Millies bereiste ab Mitte der 1960er-Jahre Osteuropa, den Fernen Osten und Amerika. Von einer Reise nach Ägypten brachte er den Zunamen Amud (Stock) mit. Zu dritt bereisten die Mitglieder der Gruppe Europa: „Das Trio unternahm viele Malreisen zusammen. Obwohl Vertreter unterschiedlicher Generationen, waren sie einander persönlich eng verbunden.“ Fixpunkt ihrer Aktivitäten waren die beiden Häuser in Solingen und das Bergische Land.

## Das Vermächtnis
2020 wurde am „Schwarzen Haus“ eine Gedenktafel für Heinen-Ayech und die Mitglieder der  Künstlerkolonie angebracht.
Im Januar 2022 wurde die gemeinnützige „Bettina Heinen-Ayech Foundation – Stiftung für Kunst, Kultur und internationalen Dialog“ gegründet. Die Stiftung pflegt das Vermächtnis der Künstler der Kolonie.
Im Februar 2023 wurde das „Schwarze Haus“ in die „European Federation of Artists’ Colonies“  aufgenommen und wenig später in die Kulturroute „Impressionisms Routes“ des Europarats.
Von Oktober 2024 bis April 2025 wurden Werke der Solinger Künstlerkolonie in der Gemäldegalerie Dachau erstmals in einer gemeinsamen Ausstellung gezeigt. Bei dortigen Ausstellungen erwarte der Besucher laut Süddeutscher Zeitung in der Regel „goldgerahmte Waldeinsamkeit in Öl, Wiesen und Wolkengebirge, mümmelnde Kühe. Und jetzt: Wuppertal. Eine Stahlbrücke überspannt ein Flussdelta aus Asphalt, Peitschenlaternen und mehrstöckige Wohngeschäftshäuser säumen die Straßen, man sieht ein paar Autos und vereinzelte Passanten, urbanes Panorama, anno 1961. Das Publikum staunt.“ Doch finde man ebenso Motive im Schweizer Oberland, Augsburg und Venedig, Norwegen und Nepal und weiteren Ländern.

## Ausstellungen
- 2024 Gemäldegalerie Dachau: „In der Welt unterwegs – Die Künstlerkolonie Solingen“
- 2025 Georgsmarienhütte, Museum Villa Stahmer (18. Mai bis 29. Juni): „Longing for distant shores – The Solingen artists colony“[10]